# San Sebastiano al Palatino (diaconia)
San Sebastiano al Palatino (in latino: Diaconia Sancti Sebastiani in Monte Palatino) è una diaconia istituita da papa Paolo VI nel 1973 con la costituzione apostolica Auctis pro Ecclesiae.

## Titolari
- Ferdinando Giuseppe Antonelli, O.F.M. (5 marzo 1973 - 2 febbraio 1983); titolo pro illa vice (2 febbraio 1983 - 12 luglio 1993 deceduto)
- Yves Congar, O.P. (26 novembre 1994 - 22 giugno 1995 deceduto)
- Dino Monduzzi (21 febbraio 1998 - 13 ottobre 2006 deceduto)
- John Patrick Foley (24 novembre 2007 - 11 dicembre 2011 deceduto)
- Edwin Frederick O'Brien (18 febbraio 2012 - 4 marzo 2022); titolo pro hac vice dal 4 marzo 2022